# جيما بونير
جيما بونير (بالإنجليزية: Gemma Bonner) (13 يوليو 1991 في المملكة المتحدة - ) هي لاعبة كرة قدم بريطانية في مركز الدفاع. شاركت مع منتخب إنجلترا تحت 17 سنة للسيدات لكرة القدم ومنتخب إنجلترا تحت 19 سنة للسيدات لكرة القدم ومنتخب إنجلترا تحت 23 سنة للسيدات لكرة القدم ومنتخب إنجلترا لكرة القدم للسيدات. أما مع النوادي، فقد لعبت مع تشيلسي وليدز يونايتد ونادي ليفربول لكرة القدم للسيدات ونادي ليفربول ونادي تشيلسي لكرة القدم للسيدات وLeeds United Women F.C. ‏.

## وصلات خارجية
- جيما بونير على موقع الاتحاد الدولي (مؤرشف)  (الإنجليزية)
- جيما بونير على موقع الاتحاد الأوربي (الإنجليزية)
- جيما بونير على موقع قاعدة بيانات كرة القدم.إي يو (الإنجليزية)
- جيما بونير على موقع Soccerway.com (الإنجليزية)
- جيما بونير على موقع عالم كرة القدم.نت (الإنجليزية)